# Lars Løkke Rasmussen
Lars Løkke Rasmussen (født 15. maj 1964 i Vejle) er en dansk politiker, der var Danmarks statsminister i perioderne 2009-2011 og 2015-2019. Siden december 2022 har han været udenrigsminister i regeringen Mette Frederiksen II. Han har både været næstformand (1998-2009) og formand (2009-2019) for partiet Venstre, som han repræsenterede i Folketinget fra 1994 indtil sin udmeldelse af partiet i 2021. Han fortsatte som løsgænger indtil året efter, hvor han officielt stiftede det politiske parti Moderaterne, som han nu er formand og folketingsmedlem for. Han var fra 1998 til 2001 amtsborgmester for Venstre i Frederiksborg Amt.
Rasmussen var indenrigs- og sundhedsminister i regeringerne Anders Fogh Rasmussen I 2001-2005 og Anders Fogh Rasmussen II 2005-2007; han var herefter finansminister i regeringen Anders Fogh Rasmussen III. I kraft af sit næstformandskab for Venstre blev han i april 2009 statsminister, efter at Anders Fogh Rasmussen var blevet udnævnt til generalsekretær for NATO. Han blev afløst som statsminister af Helle Thorning-Schmidt i oktober 2011 efter rød bloks valgsejr ved folketingsvalget 2011. I juni 2015 blev han atter statsminister, men mistede magten efter folketingsvalget i juni 2019, hvor rød blok fik flertal og Mette Frederiksen tiltrådte som statsminister. Efter interne stridigheder trådte han to måneder senere tilbage som Venstres formand.
I løbet af sin karriere har han været involveret i adskillige sager om bilagsfusk, hvor han har brugt offentlige midler til privatforbrug, heriblandt Global Green Growth Institute-sagen.

## Baggrund
Lars Løkke Rasmussen blev født i Vejle som søn af Jeppe Løkke Rasmussen og Lise Løkke Rasmussen. Faren arbejdede som bogholder i militærnægterlejren Gribskovlejren, og moren var hjemmegående. Familien Løkke Rasmussen flyttede til Græsted i 1971 og voksede op i et middelklassekvarter på en villavej. Han var den mellemste i en søskendeflok på tre. Som dreng cyklede han med Berlingske Tidende. Han blev student fra Helsinge Gymnasium i 1983 og cand.jur. fra Københavns Universitet i 1992. Fra 1990 til 1995 arbejdede han som selvstændig konsulent.
Han har siden 1989 været gift med folkeskolelæreren Sólrun Løkke Rasmussen. Parret har tre børn. Den ene, Bergur Løkke Rasmussen, har siddet i Hovedstadens regionsråd siden 2014, og i Europa-Parlamentet fra 2022 til 2024.
Familien har tidligere boet i Græsted, men siden 2012 har parret været bosiddende i en lejlighed i Nyhavn i det centrale København.
Udover at være politiker er han en aktiv motionist og har flere gange cyklet med Team Rynkeby.

## Begyndende politisk karriere

### Venstres Ungdom og missionen til Afghanistan (-1989)
Lars Løkke Rasmussen dannede en lokalforening af Venstres Ungdom i Græsted, som han blev formand for. Han blev landsformand for Venstres Ungdom i 1986 og var på posten frem til 1989. Han blev landsformand den 28. juni 1986 efter et kampvalg mod den siddende formand i Venstres Ungdom, Lars Møller Sørensen, der havde været på posten siden sommeren 1985. Normalt sad en landsformand på posten i to år, men Løkke Rasmussen stillede op til formandsposten allerede et år senere, hvilket var kontroversielt. Det var en kamp mellem sort fløj (repræsenteret af Møller Sørensen) og rød fløj (repræsenteret af Løkke Rasmussen) i Venstres Ungdom − "de røde havde en mere socialliberal profil, mens de sorte var kendetegnet ved lav skat og lille stat". Han vandt formandsvalget med 219 stemmer mod 150. Et af hans initiativer i formandstiden var at arrangere et alternativ til Operation Dagsværk, en årlig indsamlingskampagne på gymnasierne, hvis midler skulle gå til tredjeverdenslande. Årsagen til initiativet var, at Operation Dagsværk på daværende tidspunkt var ledet af blandt andet medlemmer af Danmarks Kommunistiske Ungdom (DKU) og en række venstreorienterede sympatisører. Han var samtidig utilfreds med, at pengene fra Operation Dagsværk gik til socialistiske lande og ikke lande med flest flygtninge, eksempelvis Afghanistan.
Løkkes kampagne var støttet af Venstres Ungdom, Gymnasieelevernes Landsorganisation (GLO), Venskabsforeningen Danmark-Afghanistan, Konservativ Ungdom med flere, og den blev døbt "Skoleprojekt Afghanistan 1988". Det lykkedes at indsamle 600.000 kroner, der blev brugt på skolemateriale og skolebyggeri i Kunar-provinsen i det sovjetisk kontrollerede Afghanistan. Den 25-årige Lars Løkke Rasmussen ledte en dansk delegation til Afghanistan for at besøge modtagerne. Konflikten mellem Operation Dagværk og Løkkes kampagne var da en konflikt mellem idelogier: kapitalismen og kommunismen.
Et fotografi af Jørn Stjerneklar under rejsen i Logar-provinsen viser Lars Løkke Rasmussen forklædt som afghaner med en AK-47 i hænderne, mens han står sammen med mujahedinere. Billederne fra rejsen blev udgivet i Se og Hør i 1988, hvor en af billedteksterne lød "Han afprøver en af partisanernes Kalashnikov-maskinpistoler". Løkke rejste hjem til Danmark før Stjerneklar, og mens Stjerneklar havde en reportageaftale med Politiken, havde Løkke en aftale med Berlingske Tidende. De aftalte at afvente med at udgive reportagerne til, at alle var hjemme igen, men Løkke brød denne aftale, og reportagen i Berlingske Tidende var således allerede udgivet, da Stjerneklar kom hjem.
Efter terrorangrebet den 11. september 2001 er kontakten til mujahedinerne og Stjerneklars billeder ofte blevet brugt som en del i kritikken af den danske højrefløjs støtte til islamiske bevægelser. Venstrefløjen var ikke sen til at udnytte historien:
Dagbladet Informations journalist Kim Kristensen blev således efter terrorangrebene i 2001 tippet fra Enhedslistens Frank Aaen om Se og Hørs billede af Lars Løkke Rasmussen.
Den farefulde færd til det krigshærgede Afghanistan og Stjerneklars foto var genstand for Jørn Stjerneklar og Helle Majs radiodokumentar Billedet af statsministeren, som blev sendt på DR P1 i 2016.

### Kommunalpolitik, folketinget og amtsborgmester (1985-2001)
Som 21-årig blev Løkke i efteråret 1985 byrådsmedlem i Græsted-Gilleleje Kommune. Han fik 99 stemmer. Han var 1. viceborgmester fra 1994 til 1997, hvor han forlod det kommunale arbejde.
Ved folketingsvalget i 1987 opstillede Løkke for første gang, men med en tilbagegang på tre mandater var "[...] der ikke meget at glæde sig over i partiet". Løkke fik 1.667 personlige stemmer. Selvom det ikke var et godt valg for Venstre, sikrede Fremskridtspartiet firkløverregeringen sin fortsatte overlevelse via hård kurs over for flygtninge. Løkke var dog ikke tilfreds med tonen i den politiske debat og mente, at Venstre burde sige fra over for Fremskridtspartiet. Han blev ikke valgt ind. Han stillede også op ved Europa-Parlamentsvalget i 1989, atter uden at blive valgt ind. Da han ej heller formåede at opnå valg ved folketingsvalget i 1990, meddelte han formanden for Frederiksværk-kredsen, at han ikke længere ønskede at stille op som folketingskandidat. Få måneder senere vendte han tilbage og ønskede atter at stille op.
Han blev første gang valgt til Folketinget den 21. september 1994 i 4. forsøg.
Han blev i 1997 spurgt, hvorvidt han ville være spidskandidat for Venstre som amtsborgmester i Frederiksborg Amt. Han var dog i tvivl, om dette var det rette valg, da der var folketingsvalg i 1998, og han blev nævnt som potentiel minister. Efter råd fra Claus Hjort Frederiksen takkede han ja, og i 1998 blev han valgt som ny amtsborgmester i Frederiksborg Amt. Denne post besad han frem til november 2001. Der var dog økonomiske problemer i amtet, da Løkke forlod det, idet der var et underskud på 155 millioner kr. Der udspillede sig herefter skænderier mellem Socialdemokratiet og Venstre om, hvem der havde det reelle ansvar for den skrantende bundlinje.
Uffe Ellemann-Jensen blev erstattet af Anders Fogh Rasmussen som formand for Venstre efter folketingsvalget i 1998, hvor Ellemann-Jensen havde tabt til Poul Nyrup Rasmussen. Løkke Rasmussen blev samtidig valgt som ny næstformand i Venstre.

### Indenrigs- og sundhedsminister (2001-2007)
Venstre opnåede 31,2 % af stemmerne og 56 mandater ved folketingsvalget i 2001, og i Regeringen Anders Fogh Rasmussen I blev han udnævnt som indenrigs- og sundhedsminister. Løkke Rasmussen var centralt placeret i forhandlinger om større politiske reformer. Som indenrigs- og sundhedsminister stod han i spidsen for en række reformer og aftaler, bl.a. strukturreformen, det udvidede frie sygehusvalg og udligningsreformen.
I 2002 stod Lars Løkke Rasmussen i spidsen for forhandlingerne om ekstra midler til meraktivitet på sygehusområdet. Formålet var at nedbringe ventetiderne på behandling på sygehusene, bl.a. en statslig aktivitetspulje på sygehusområdet, som i den offentlige debat blev døbt "Løkkeposen". Den statslige aktivitetspulje blev dannet i 2002 med det primære formål at nedbringe ventelisterne på sygehusene. Siden er der hvert år afsat midler på de årlige finanslove, som er udbetalt som statslige aktivitetsafhænge tilskud.

#### Det udvidede frie sygehusvalg 2002 og 2007
Lars Løkke Rasmussen fik i 2002 indført det udvidede frie sygehusvalg, så patienter fik ret til behandling på privathospital efter to måneders ventetid. I 2007 ændredes de to måneder til én. Ordningen har medvirket til en nedbringelse af den gennemsnitlige ventetid med ca. 32 dage siden 2001.
Sundhedsministeriet modtog i juni 2009 en kritik fra Statsrevisorerne for, "at ministeriet ikke har sikret, at ydelserne er erhvervet under skyldig hensyntagen til økonomien". Dette kan udtrykkes som at Rigsrevisionen undrer sig over hvorfor Lars Løkke Rasmussen ikke forsøgte eller helt undlod at forhandle om prisen på de ydelser staten købte hos de private hospitaler og derved endte med at betale for meget og mere end nødvendigt for de pågældende ydelser. Dette er også af visse oppositionspolitikere blevet beskrevet som et skjult statsligt driftstilskud til private hospitaler eller i det mindste som dårligt købmandsskab.
Lars Løkke Rasmussen tilkendegav, at han tog Rigsrevisionens kritik til efterretning, men var uenig i kritikken.

#### Kommunalreformen 2007
Som indenrigsminister med ansvar for bl.a. kommunerne var Løkke hovedarkitekten bag strukturreformen.
Reformen betød at landets 271 kommuner gennem sammenlægninger, der i overvejende grad foregik frivilligt, blev til 98 kommuner. Samtidig blev de 14 amter nedlagt og erstattet af fem regioner, ligesom Københavns og Frederiksberg kommuners dobbeltstatus som både amt og kommune forsvandt. Hovedparten af de gamle amters opgaver blev i forbindelse med reformen flyttet til de nye store kommuner, idet dog en væsentlig del af miljøområdet er gået til Miljøministeriet. De nye regioner varetager i dag primært sygehusvæsenet og offentlig transport. De nye kommune- og regionsgrænser trådte i kraft den 1. januar 2007, på Ærø dog 1. januar 2006.

### Finansminister (2007-2009)
Efter folketingsvalget i 2007 blev Løkke forfremmet til finansminister. I løbet af 2008 var Løkke som finansminister kontinuerligt deltagende i krævende politiske forhandlinger.
Under den internationale finansielle krise ledede han som finansminister bl.a. forhandlingerne om en bankpakke, en kreditpakke og en skattereform.
I februar 2009 var Lars Løkke Rasmussen hovedforhandler på den politiske aftale bag skattereformen ”Forårspakke 2.0 – Vækst, klima og lavere skat”. Reformen var en konkret udmøntning af VK-regeringens ambition om at sænke skatten på arbejde og hæve skatten på forurening. Reformen betød blandt andet, at mellemskatten blev afskaffet, at bundskatten blev sat ned, at indkomstgrænsen for topskat blev øget, og at rente- og ligningsmæssige fradrag blev reduceret. Reformen indeholdt den største sænkning af marginalskatten for højindkomstgrupperne siden indkomstskattens indførelse i 1903.

## Statsminister (2009-2019)

### Udnævnelse til statsminister
Den 4. april 2009 blev statsminister Anders Fogh Rasmussen udpeget som ny NATO-generalsekretær med virkning fra 1. august 2009.
På et pressemøde afholdt umiddelbart efter udnævnelsen annoncerede Fogh Rasmussen, at han inden for de nærmeste dage ville indgive sin afskedsbegæring til Dronningen, og at han samtidig ville anbefale at der indledtes forhandlinger om dannelsen af en ny regering med Lars Løkke Rasmussen som statsminister. Dagen efter gik Fogh af, og Lars Løkke Rasmussen blev udnævnt. Fra oppositionen blev der fremsat ønske om nyvalg. Det blev ikke efterkommet, og det er der heller ikke hverken lovkrav om eller tradition for.
Lars Løkke Rasmussen var Danmarks 41. regeringschef og den 21. der kaldes statsminister.

### COP15 december 2009
Lars Løkke Rasmussen er blevet kritiseret for sin håndtering af lederskabet af FN's klimakonference 2009 ("COP15"), fordi der ikke blev opnået en egentlig protokol i København.
Til det første møde i klimatopmødets højniveaudel, som Lars Løkke Rasmussen ledede, protesterede en række lande mod Danmarks måde at håndtere forhandlingerne, da Danmark ønskede at sætte tempoet op for at nå en aftale. "Vi kan ikke blive ved med at tale om procedure, procedure, procedure. Nu må vi rykke fremad. Hele verden venter", sagde Lars Løkke Rasmussen, efter at flere lande havde kritiseret den dansk ledede forhandlingsproces, som de mente var forhastet og udemokratisk.
For mange udviklingslande virkede det arrogant – også fordi procedure opfattes som et væsentligt element i FN-forhandlingerne. "Dette her handler ikke kun om procedure. Det handler om indhold. Vi har sagt, resultaterne i København skal komme i to tekster. Man kan ikke bare fremlægge en tekst fra skyerne", svarede Kinas repræsentant i salen.
Stanislaus Lumumba Di-Aping, chefforhandler for udviklingslandenes organisation G77, borede i, hvad Løkke Rasmussen egentlig mente, når han sagde, at formændene for forhandlingsgrupperne skulle være "folk, vi stoler på". Kritikken af Statsministeriet blev bakket op af en række lande, der ikke havde interesse i at nå en aftale i København: Kina, Indien og Brasilien. Danmark havde ellers set Brasilien som en allieret.
BBC's klimakorrespondent har udtalt: "Ifølge alle mine kilder er den danske statsministers kontor ved at smelte sammen. De har ikke en handlingsplan, og de har heller ikke den diplomatiske erfaring til at lave en i tide". Den britiske miljøminister Ed Miliband citeres for: "Denmark is doing a reasonable job (et rimeligt arbejde)".
Det lykkedes for Lars Løkke Rasmussen at få leveret en erklæring fra mødet i København, men ikke engang hjælp fra EU-landene eller USA kunne få en aftale igennem, da FN-systemet kræver enighed – en enighed, der tydeligvis ikke var til stede i København.

### Ministerrokaden i 2010
Den 23. februar 2010 foretog Lars Løkke Rasmussen den mest omfattende ministerrokade i nyere dansk, politisk historie. Ministerrokaden blev efterfulgt af en række forslag til store økonomiske reformer. Dette er tilsammen blevet tolket som en ny politisk linje og en løsrivelse fra de tidligere Anders Fogh Rasmussen-regeringers økonomiske politik.
Lars Løkke Rasmussens regeringstid har været præget af den økonomiske krise, der udsprang på verdensplan i 2008. Dette har medført, at regeringen har indgået aftaler med andre af Folketingets partier om økonomiske reformer med henblik på en omfordeling af de offentlige udgifter. Genopretningspakken (maj 2010) og Tilbagetrækningsreformen (maj 2011) indebærer bl.a. reform af dagpenge, førtidspension, efterløn og folkepension.

### Folketingsvalget 2011
Venstre førte valgkamp – med Lars Løkke Rasmussen som spidskandidat – med et program om økonomisk ansvarlighed, baseret på reformerne fra genopretningspakken. Venstre fik en mindre fremgang på 1 mandat, og Løkke Rasmussen opnåede personligt et godt valg med det højeste antal personlige stemmer overhovedet, i alt 56.285 personlige stemmer.
Den samlede tilbagegang blandt de borgerlige partier betød dog, at Løkke Rasmussen måtte afgive statsministerposten til Socialdemokraternes formand, Helle Thorning-Schmidt.

### Tøjsagen og kampen om formandsposten i Venstre (2014)
I maj 2014 afdækkede Ekstra Bladet, at Venstre har købt tøj og sko til Lars Løkke Rasmussen for 152.000 kroner i løbet af ti måneder under Venstre-formandens tid som statsminister. Det blev kritiseret af flere af Venstres lokalformænd og hovedbestyrelsesmedlemmer.
Sagen kulminerede under intens mediedækning, da flere lokalforeninger, folketingsmedlemmer og det netop genvalgte EU-parlamentsmedlem Jens Rohde offentligt udtrykte mistillid til Lars Løkke Rasmussen i pressen. Venstre afholdte på Løkke Rasmussens foranledning den 3. juni 2014 et ekstraordinært hovedbestyrelsesmøde. Indkaldelsen skete videre i kølvandet på et historisk ringe resultat ved Europa-Parlamentsvalget i 2014, hvor Venstre blot opnåede 16,7 % af stemmerne. Formålet med mødet var eksplicit at diskutere, hvordan Venstre kom videre, men implicit omhandlede det Løkke Rasmussens fortsatte formandskab for Venstre.
Løkke Ramussen havde forinden hovedbestyrelsesmødet besluttet sig at afgå som formand for Venstre ifølge flere førende medier, men han ombestemte sig atter inden mødet. Kristian Jensen stillede op som formandskandidat, men hovedbestyrelsen endte med at stemme enstemmigt op om Løkke Rasmussen. Karker & Krog (2014) betegnede det som et "kupforsøg".

### Folketingsvalget 2015
Løkke Rasmussen var atter formand frem mod folketingsvalget i 2015. Blå blok vandt valget snævert, hvor Venstre samlet set blev Folketingets tredjestørste parti, og det bevirkede, at Løkke Rasmussen kunne danne en mindretalsregering. Regeringen bestod kun af medlemmer fra Venstre.
Den 28. november 2016 offentliggjorde Løkke Rasmussen, at Det Konservative Folkeparti og Liberal Alliance blev indlemmet i regeringen, hvormed Regeringen Lars Løkke Rasmussen III blev dannet.

### Folketingsvalget 2019 og afgang som Venstre-formand
Lars Løkke Rasmussen udskrev den 7. maj 2019 folketingsvalg til afholdelse grundslovsdag den 5. juni 2019. Der var dermed tale om den længste valgkamp siden folketingsvalget i 1975, da valgkampen var 29 dage lang.
Under valgkampen åbnede Lars Løkke Rasmussen op for et regeringssamarbejde med Socialdemokratiet efter valget, hvis blå blok tabte. Dette skete i forbindelse med udgivelsen af bogen Befrielsens øjeblik, skrevet af forfatter Kirsten Jakobsen. Ifølge Lars Løkke Rasmussen skyldtes forslaget, at han ikke ville kunne basere en eventuel borgerlig regering på mandaterne fra de stærkt højreorienterede partier Stram Kurs og Nye Borgerlige. Formanden for Socialdemokratiet, Mette Frederiksen, afviste, at en SV-regering skulle være en mulighed efter folketingsvalget.
Venstre gik ved folketingsvalget i juni 2019 frem med 9 mandater, men Lars Løkke Rasmussen måtte alligevel overlade statsministerposten til Mette Frederiksen den 27. juni. Dette skyldtes især, at Dansk Folkeparti gik tilbage med 21 mandater.
Efter kontroverser internt i partiet trak Løkke Rasmussen sig med øjeblikkelig virkning den 31. august 2019 fra posten som formand for Venstre. Kontroverserne opstod, da næstformand Kristian Jensen et stykke tid efter valget undsagde formandens linje i valgkampen, hvor Løkke Rasmussen havde peget på en mulig SV-regering. Det førte til, at Claus Hjort Frederiksen under et sommergruppemøde udtalte, at han mente, Kristian Jensen burde gå af, hvorefter der opstod en magtkamp om arvefølgen i partiet. Kampen mundede ud i, at Løkke Rasmussen trak sig som formand.

## Løsgænger i Folketinget og Moderaterne
Den 1. januar 2021 meldte Lars Løkke Rasmussen sig ud af Venstre. Han valgte dog at beholde sit mandat "i kraft af mit personlige stemmetal", og han blev dermed løsgænger udenfor partierne. Som begrundelse lagde han blandt andet vægt på, at det ikke var lykkedes at lave samarbejder henover midten i dansk politik.
En uge efter sin udmeldelse præsenterede Lars Løkke Rasmussen et nyt såkaldt "politisk netværk" under sit eget navn på en hjemmeside. Ved lanceringen af netværket udtalte han, at han ikke ville udelukke, at projektet kunne blive begyndelsen på et decideret nyt politisk parti. Den 10. april annoncerede han, at han ville stifte et nyt politisk parti, der skulle ligge i midten af dansk politik. Løkke Rasmussen annoncerede partiets navn, Moderaterne, i en tale på grundlovsdag 2021, og samme måned begyndte partiet at indsamle vælgererklæringer. Partiet blev opstillingsberettiget til folketingsvalg den 14. marts 2022. Den 19. maj dannede Løkke Rasmussen officielt en folketingsgruppe for partiet Moderaterne og ophørte med at være løsgænger.
I valgkampen forud for folketingsvalget den 1. november 2022 oplevede Moderaterne en stærk stigning i meningsmålingerne, og ved valget blev partiet det tredjestørste i Folketinget med 16 mandater.

## Kontroverser

### Jensenbilaget
I sin tid som indenrigs- og sundhedsminister overnattede Lars Løkke i december 2002 på et hotel på Vesterbrogade i København under efternavnet "Jensen". Hotelbesøget på 895 kr. samt leje af videofilm på hotelværelset blev betalt af Indenrigs- og Sundhedsministeriet. Da det kom frem, at Lars Løkke havde overnattet under et falsk navn, lød forklaringen, at han ville undgå "mytedannelser", og at han havde overnattet på hotellet, fordi han havde været til "aftengruppemøde i Venstre". Det kom dog frem, at han havde været til julefest på Venstres reklamebureau. Han betalte efterfølgende opholdet selv.

### Bilagssagen
I foråret 2008 blev Lars Løkke Rasmussen i stigende grad kritiseret for både som amtsborgmester og siden som minister i flere tilfælde at have ladet det offentlige dække udgifter, som burde have været afholdt for egne midler, f.eks. for restaurationsbesøg, cigaretter, taxakørsel og hotelovernatninger. En gennemgang af Lars Løkke Rasmussens bilag førte til, at han herefter betalte nogle beløb tilbage eller donerede dem til velgørende formål. I maj 2008 hævdede TV 2 Nyhederne, at Løkke i 2004, da han var indenrigs- og sundhedsminister, havde ladet ministeriet betale for en hotelovernatning i København i forbindelse med, at han havde været til en Paul McCartney-koncert i Horsens.
Frederiksborg Amts Avis afslørede, at Lars Løkke Rasmussen i sin tid som amtsborgmester i Frederiksborg Amt fra 1998-2001 havde brugt skatteborgeres penge på kaffe, cigaretter, et kasinobesøg og flere diskoteksbesøg. Senere kom det frem, at han i sin tid som amtsborgmester havde været på studietur til Rom med sundhedsudvalget i Frederiksborg Amt uden at deltage i noget officielt program på turen.

### GGGI-sagen
Den internationale klimafond Global Green Growth Institute (GGGI), som Danmark siden 2011 har støttet med 90 mio. kr., er blevet afsløret i økonomisk rod og overforbrug og er under mistanke for korruption i Sydkorea.
Lars Løkke Rasmussen blev i maj 2012 indsat som bestyrelsesformand med opgaven at internationalisere fonden og rydde op i økonomien. I november 2012 fandt en sydkoreansk rigsrevisionsrapport kritisable og ulovlige forhold i GGGI. Rapporten sendtes til Udviklingsministeriet i Danmark, som ikke offentliggjorde den eller informerede Folketinget om den.
Den 5. oktober 2013 afdækkede Ekstra Bladet, hvordan Lars Løkke Rasmussen havde haft ekstraordinært høje rejseomkostninger i GGGI. Senere blev Løkke stærkt kritiseret for at have brugt over en million kroner på flybilletter på første klasse og luksuriøse hotelophold samt limousinekørsel til lufthavnen. Rejserne gik blandt andet til Rio de Janeiro i Brasilien, Seoul i Sydkorea og Abu Dhabi i De Forenede Arabiske Emirater. Sagen om rejsen til Rio de Janeiro omfattede desuden en flybillet til Lars Løkke Rasmussens datter. Det kaldte han senere en "misforståelse, som er blevet rettet op".
Den 20. oktober 2013 afholdt Løkke et tre timer og 43 minutter langt pressemøde, hvor han undskyldte og beklagede, at han vedblev med at flyve på første klasse, også efter den første tur på første klasse hvor han, i følge eget udsagn, burde have indset, at det skulle han ikke. I alt fløj han ifølge eget udsagn på første klasse på ni rejser.

### Tøjsagen
Den 13. maj 2014 kunne Ekstra Bladet afdække, at Venstre har købt tøj og sko til Lars Løkke Rasmussen for 152.000 kroner i løbet af ti måneder under Venstreformandens tid som statsminister. Det fremgik af bilag, som Ekstra Bladet var kommet i besiddelse af. Venstres partisekretær Claus Richter bekræftede tøjkøbet. Han forklarede, at tøjet skulle bruges til fotooptagelser, og at Lars Løkke Rasmussen selv havde betalt for det tøj, der er udtaget til privat brug. Venstres indkøb af tøj for 152.000 kroner fik flere af Venstres lokalformænd og hovedbestyrelsesmedlemmer til at kritisere Lars Løkke Rasmussen. Senere kommer det frem at Lars Løkke Rasmussens nære familiemedlemmer har fået betalt en rejse til Mallorca af Venstre, og at Venstre har betalt for ekstra rengøring af hotelværelser, efter at Lars Løkke Rasmussen har røget på værelser, som var beregnet til ikke-rygere.

### Påvirkning fra fiskeriet igennem LøkkeFonden
I slutningen af 2017 og 2018 blev der sået tvivl om Løkke Rasmussens rolle i LøkkeFonden kunne påvirke hans virke som statsminister. I november 2017 afviste Løkke Ramussen personlige relationer til de såkaldte "kvotekonger", men i januar kom det frem, at han havde lånt et sommerhus i Skagen af storfiskeren John-Anker Hametner Larsen i 2016 og havde deltaget i Larsens firmafest. LøkkeFonden havde flere gange været med til Thyborøn Havns Fiskeriforening via Larsens donation til LøkkeFonden. Således blev statsministeren beskyldt for at lade sig påvirke af fiskeriindustrien, som kunne købe sig adgang til ham via donationer til LøkkeFonden.

## Tillidshverv og udmærkelser
I perioden inden han blev statsminister i 2015, havde Lars Løkke Rasmussen forskellige tillidshverv:
- Lars Løkke Rasmussen overtog formandskabet i Global Green Growth Institute (GGGI) efter den koreanske statsminister Han Seung-soo trådte tilbage den 30. juni 2012.[89]
- Han var medlem af Nationalbankens repræsentantskab.
- Rasmussen var desuden formand for LøkkeFonden og modtog derigennem 30.000 kroner årligt. Fonden får indtægter fra en række sponsorer og midlerne går til "alment velgørende arbejde for drenge på kanten".[90]

Disse hverv forlod han, da han blev statsminister.

### Ordener
- Danmark: Kommandør af 1. grad Dannebrogsordenen[91][92][93][94][95]
- Belgien: Storkors af Kroneordenen (2017)[91]
- Frankrig: Storkors af Ordre National du Mérite (2018)
- Grækenland: Storkorsridder af Føniksordenen (2009)[93][94][95]
- Island: Storkorsridder af Den Islandske Falkeorden (2017)[92]
- Mexico: Det specielle skærf af Den aztekiske ørns orden (2016)
- Sydkorea: Storkorset (Grand Gwanghwa Medal) af Sydkoreas diplomatiske fortjenstorde (2011)[93][94][96]

## Udgivelser
- Foreningshåndbogen, Kommuneinformation 1994, ISBN 87-7316-807-6.
- Hvis jeg bli'r gammel, Agenda 1997, ISBN 978-87-89964-19-5.
- Løkkeland – Lars Løkke Rasmussens Danmark, Gyldendal 2006, ISBN 978-87-02-04792-9.
- Om de fleste og det meste – Erindringsglimt, Politiken 2020, ISBN 978-87-40-06228-1.

## Bøger om Lars Løkke Rasmussen
- Tanja Frederiksen og Sigge Winther Nielsen: Projekt Løkke, København: Gyldendal 2010. ISBN 9788702087826
- Thomas Larsen: I orkanens øje: Samtaler med statsminister Lars Løkke Rasmussen, København: Gyldendal 2010. ISBN 9788702103434
- Kirsten Jacobsen: Befrielsens øjeblik – samtaler med Lars Løkke Rasmussen, Politiken 2019. 9788740057492.